# Karl Riehm

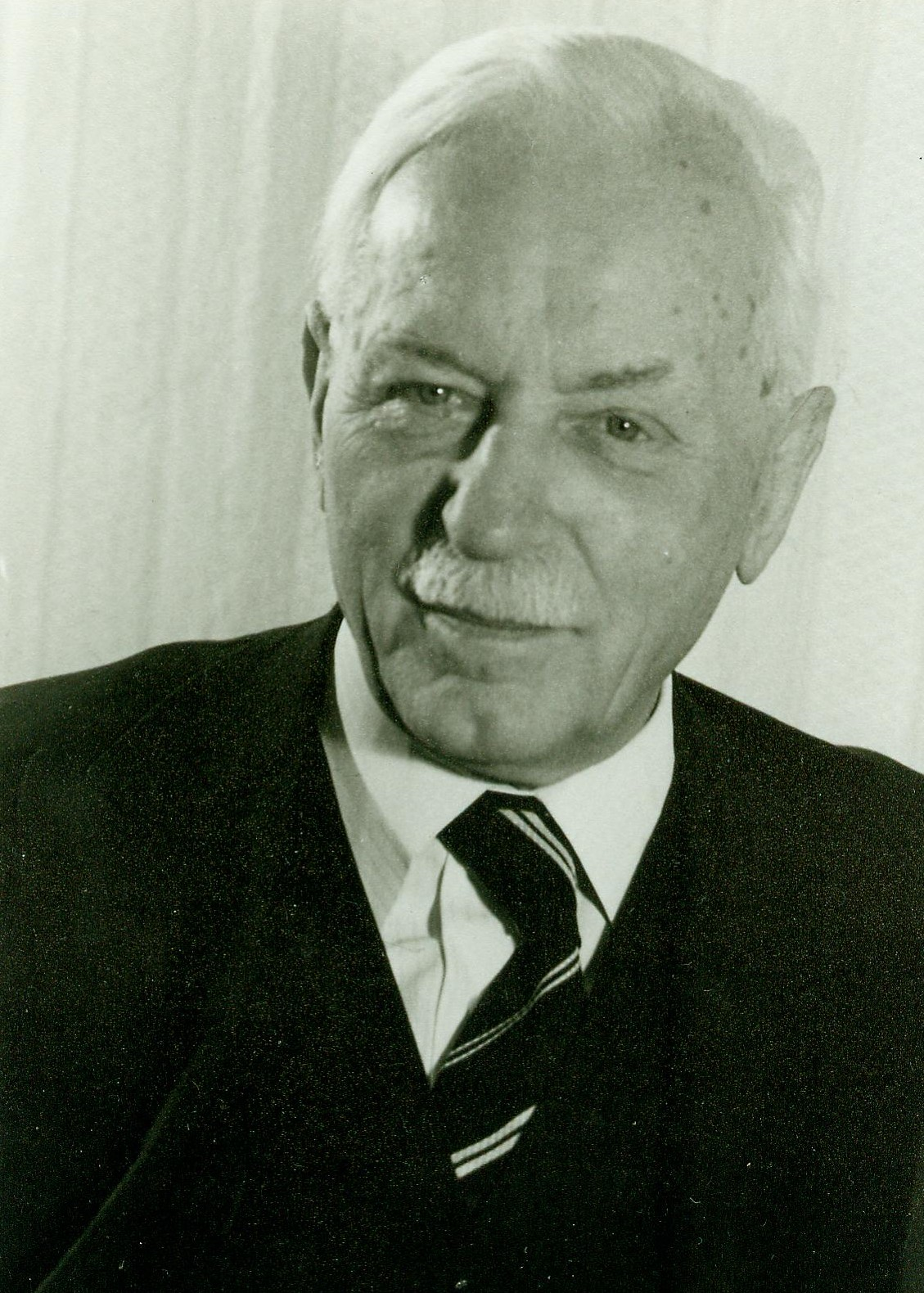
Karl Riehm

Karl Franz Botho Riehm (* 16. Mai 1891 in Halle an der Saale; † 2. September 1983 ebenda) war ein deutscher Arzt und Forscher auf dem Gebiet der vorgeschichtlichen Salzgewinnung und der Ernährungswissenschaft.

## Leben
Karl Riehm ist der Enkel des Theologen Eduard Riehm und Sohn des Gymnasiallehrers und Fotografen  Gottfried Riehm. Er wuchs als zweites von sieben Kindern in Halle auf und besuchte das Stadtgymnasium, an dem sein Vater unterrichtete. 1911 legte er das Abitur ab. In Freiburg studierte er Medizin, bestand am 28. Februar 1914 in Halle sein Physikum und wechselte nach München. Im Ersten Weltkrieg wurde er an der Westfront als Unterarzt eingesetzt. Aus der Kriegszeit existieren im Stadtarchiv Halle Briefe an die Eltern und drei Fotoalben. 1918 setzte er sein Studium in Halle fort, bestand am 20. Oktober 1919 die Staatsprüfung und erwarb im gleichen Jahr am 30. Dezember den Doktortitel.
Am 21. April 1921 ließ er sich im Stadtteil Giebichenstein als praktischer Arzt nieder. Am 15. April 1922 heiratete er Gertrud Frick, eine Tochter des Arztes  Conrad Frick. Im Zweiten Weltkrieg war Karl Riehm  als Oberstabsarzt in Frankreich, Rumänien, Bulgarien, Griechenland, der Sowjetunion und in Polen eingesetzt. Am 3. Mai 1945 geriet er in britische Kriegsgefangenschaft, am 25. April 1946 in sowjetische. Über die Lager Erfurt, Sachsenhausen, Frankfurt/Oder kam er ins Lager Krasnogorsk. Am 1. Januar 1950 wurde er entlassen.
In Halle nahm er seine Praxis wieder auf. Seine Frau Gertrud war am 9. Januar 1948 an Lungentuberkulose verstorben und seine früh verwitwete Schwester Katharina Roux führte ihm den Haushalt. Erst im Alter von 89 Jahren stellte er seine Praxis ein. Am 2. September 1983 starb er in Halle, begraben ist er auf dem Laurentiusfriedhof.

## Forschungen

### Vorgeschichtliche Salzgewinnung
1938, beim Bau seines Hauses in der Fährstraße 6, kamen zahlreiche Bruchstücke von typischen Tonstützen und Behältern aus der Bronzezeit und Eisenzeit ans Tageslicht. Von seinem Vater Gottfried Riehm wusste er, dass solche grob gemagerte (mit Sand versetzte) Keramik, das sogenannte Briquetage, in vorgeschichtlicher Zeit verwendet wurde, um aus der flüssigen Sole Salz zu gewinnen. Wie diese Geräte genutzt wurden, war aber nicht bekannt. Er beobachtete auch andere Baustellen in Halle und stellte im Einverständnis mit der Leitung des Museums für Vorgeschichte eine umfangreiche Sammlung verschiedener einzigartiger Fundstücke zusammen (1961 dem Landesmuseum übergeben). Er stand mit vielen Salzforschern  international im Briefverkehr, manche lernte er durch ihre Besuche in Halle oder seine Teilnahme an Tagungen kennen, auf denen er seine Forschungen vortrug.
In der Zeit, als es noch keine Münzen und kaum genaue Waagen gab, war Salz ein begehrtes Zahlungsmittel bzw.  Primitivgeld. Es wurde aber nicht in rieselfähigem Zustand gehandelt, denn dann war es auch anfällig gegen Nässe beim Transport, sondern in fester Form. Karl Riehm verglich vorgeschichtliche Salzsiedestätten in vielen Ländern weltweit und stellte fest, dass ihre unterschiedlichen tönernen Formen bestens geeignet waren, dem Salz eine feste Form von bestimmter Größe zu geben, also möglichst gleich schwere Salzstücke serienweise herzustellen, beispielsweise in der Form eines Zuckerhuts oder als Halbkugel oder Block. Die jeweilige Form und Größe war zugleich das Markenzeichen der Hersteller. Interessant ist, dass die Formen aus Japan und dem Niger denen aus Halle verblüffend ähneln. Karl Riehm hatte über die rezente Salzversorgung der Eingeborenen in Afrika gelesen (A. Springer, 1918), daraufhin organisierte der französische Archäologe Pierre Gouletquer 1973 eine Expedition ins Mangaland (Niger). Dort konnten er und Dorothée Kleinmann den gesamten Verlauf der Formsalzgewinnung fotografieren und beschreiben und damit Riehms Theorie bestätigen (P.L. Gouletquer, D. Kleinmann: Die Salinen des Mangalandes und ihre Bedeutung für die Erforschung der prähistorischen Briquetagestätten Europas. Mitteilungen d. Anthrop. Gesellsch. in Wien, Bd. CVIII, 1978, 49 S.). Im Landesmuseum für Vorgeschichte Halle werden ihre Fotos präsentiert.

### Forschungen zur Ernährung
Als Arzt wies Karl Riehm  auf den Einfluss des Kochsalzes auf den menschlichen Organismus hin. Beim Übergang vom Jäger- und Sammlerleben zu Ackerbau und Viehzucht entstand aufgrund der salzarmen Feldfrüchte ein Salzmangel in der Ernährung, der die Erfindung der unterschiedlichen Methoden der Salzgewinnung notwendig machte. Als sein ärztliches Testament betrachtete Karl Riehm seine Publikation in den Abhandlungen der deutschen Akademie der Naturforscher Leopoldina 1974: „Der Konsum technisch isolierter Nährstoffe – ein vermeidbarer Risikofaktor im Krankheitsgeschehen, Studie zur Evolution und Prophylaxe anthropogener Krankheiten“. Hierin warnt er vor Nahrung ohne Ballaststoffe und anderen natürlichen Beigaben, z. B. vor zu viel Zucker, Feinmehl, Fett und empfiehlt z. B. Früchte, Gemüse und viel Bewegung.

## Mitgliedschaften und Ehrungen
Am 7. Juni 1960 erhielt Karl Riehm die Leibniz-Medaille der Berliner Akademie der Wissenschaften, in Anerkennung seiner Verdienste um die Erforschung der urgeschichtlichen Salzgewinnung und des urgeschichtlichen Salzhandels. Am 10. Dezember 1961 ernannte ihn der Minister für Gesundheitswesen der DDR zum Sanitätsrat, am 11. Mai 1964 wählte ihn das Deutsche Archäologische Institut zum korrespondierenden Mitglied und am 16. Mai 1971 ernannte ihn die Deutsche Akademie der Naturforscher Leopoldina zum Ehrenförderer. Mit Kurt Mothes gehörte er zehn Jahre lang dem Domkapitel in Naumburg an. Am 11. Dezember 1973 verlieh ihm der Minister für Gesundheitswesen der DDR die Ehrenurkunde und Medaille in Gold für 30 Jahre treue Dienste im Gesundheits- und Sozialwesen. Am 16. Mai 1976 nahm ihn die Salzwirker-Brüderschaft im Thale zu Halle in den Freundeskreis der Halloren auf und ernannte ihn zum Schwager ehrenhalber.

## Bibliographie

### Veröffentlichungen zur urgeschichtlichen Salzgewinnung
- Vorgeschichtliche Salzgewinnung an Saale und Seille. Jahresschrift für Mitteldeutsche Vorgeschichte, 38, 1954, S. 112–156.
- Die Speisekarte des Hallensers vor 2500 Jahren. Hallesche Monatshefte, 7, 1954, S. 11–12.
- Die Arbeitsgeräte der Salzwirker in der Vorzeit. Hallesche Monatshefte, 4, 1957, S. 139–145.
- Neue Einblicke in die Technik der vorgeschichtlichen Salzsiedekunst. Forschungen und Fortschritte, B 31, H. 2, 1958, S. 47–49.
- Genormte Tonbehälter zur Formsalzfertigung in der Vorzeit. Ausgrabungen und Funde 4, H. 1, 1959, S. 1–5.
- Die Red Hills der englischen Küste und ihre Problematik. Jahresschrift für Mitteldeutsche Vorgeschichte, 43, 1959, S. 228–244.
- Die Formsalzproduktion der vorgeschichtlichen Salzsiedestätten Europas. Jahresschrift für Mitteldeutsche Vorgeschichte, 44, 1960, S. 180–217.
- Solbrunnen und Salzwirkersiedlungen im ur- und frühgeschichtlichen Halle. Wissenschaftliche Zeitschrift der Universität Halle-Wittenberg, Bes.-Sprachw. /11X/3, 1961, S. 849–858.
- Prehistoric Salt-Boiling. Antiquity, London 35, 1961, S. 181–191.
- Compte rendu de „Jacques Nanquin: Salt, a Study in Economic Prehistory“. Helinium, Weteren, Belgien, Bd.I, 3, 1961, S. 277–279.
- Werkanlagen und Arbeitsgeräte urgeschichtlicher Salzsieder. Germania 40, 1962, S. 360–400.
- Die Steinkammern von Mesquer (Bretagne), ehemalige Salzdarren der Kelten. Jahresschrift für Mitteldeutsche Vorgeschichte, 46, 1962, S. 219–300.
- Der Heinrich-Heine-Felsen (Lehmanns Felsen) in Halle (Saale) als spätbronze- und früheisenzeitliche Siedlungsstätte. Wissenschaftliche Zeitschrift der Universität Halle-Wittenberg, Ges Sprachw. XII/11, 1963, S. 923–942. (mit K. Nuglisch)
- Die Technisierung der mitteldeutschen Salzsiedekunst in der Hallstattzeit. Aus Ur- und Frühgeschichte, 2, Berlin, 1964, S. 92–96.
- Genormtes Formsalz aus dem urgeschichtlichen Salzbergbau in Hallstatt. Archaeologia Austriaca, 38, Wien, 1965, S. 86–98.
- Die Produktionstechnik urgeschichtlicher Salzsieder. Neue Ausgrabungen und Forschungen in Niedersachsen, 4, Hildesheim, 1969, S. 98–122.
- Aufschlußreiche Neufunde im urgeschichtlichen Salzsiedergebiet der Südbretagne. Jahresschrift für Mitteldeutsche Vorgeschichte, 53, 1969, S. 361–74.
- Neufund früheisenzeitlicher Salzformen in Halle (Saale). Jahresschrift für Mitteldeutsche Vorgeschichte, 56, 1972, S. 159–201.
- Vom Solquell zum Solbrunnen, eine topographische Studie zur Gründungsgeschichte der Stadt Halle. Jahresschrift für Mitteldeutsche Vorgeschichte, 57, 1973, S. 197–209.
- Das Salzsiedergebiet HALLA und das karolingische Kastell am Giebichenstein. Jahresschrift für Mitteldeutsche Vorgeschichte, 58, 1974, S. 295–320.
- Eine Vierbuckel-Tonstütze aus dem bronzezeitlichen Salzsiedergebiet am Giebichenstein bei Halle, ein bisher einmaliges Fundobjekt. Ausgrabungen und Funde, 29, 1984, S. 176–178.

### Veröffentlichungen und Manuskripte zur Ernährungsweise und Krankheitsgeschichte
- Der Konsum technisch isolierter Nährstoffe – ein vermeidbarer Risikofaktor im Krankheitsgeschehen.- Studie zur Evolution und Prophylaxe anthropogener Erkrankungen. Nova Acta Leopoldina, N. F. 41, 1975, S. 493–510.
- Die Salzversorgung der urgeschichtlichen und die Ernährungsgewohnheiten des gegenwärtigen Menschen. (Manuskript, 53 S.)
- Die zunehmend baustoffreichere Nahrung während der Stammesgeschichte, ein entscheidender  Evolutionsfaktor. (Manuskript, 17 S.)

### Veröffentlichungen und Manuskripte zur Anthropogenese
- Die Schädelstruktur des Frühmenschen als Ausdruck seines Waldlebens und seiner weiteren Entwicklung. Gegenbauers morphol. Jb., Leipzig, 1980, 126, 6, S. 884–899.
- Wie kam es zur Abplattung an Ober- und Unterschenkelknochen fossiler und rezenter Menschen? Z. Ethnol. 106, 1981, S. 269–274.
- Die gebogenen Arm- und Beinknochen des Neandertalmenschen als Urkunde seiner Tragweise als Kleinkind. Z. Ethnol. 109, 1984 (im Druck).
- Manuskript: Asiens und Afrikas ungleiche Eignung als Lebensraum der Menschwerdung. - Studie zur humangenetischen Grundlagenforschung. (55 S.)
- Manuskript: Die Aussage der Struktur fossiler Menschenknochen über Lebensraum und Lebensweise der Frühmenschen. (54 S.)
- Manuskript: Die tropisch-subtropische Bergwelt Südasiens, ein optimal qualifizierter Raum der Menschheitsentwicklung. (55 S.)